# Gigny-sur-Saône
Gigny-sur-Saône ist eine französische Gemeinde mit 568 Einwohnern (Stand 1. Januar 2022) im Département Saône-et-Loire in der Region Bourgogne-Franche-Comté (vor 2016 Bourgogne); sie gehört zum Arrondissement Chalon-sur-Saône und ist Teil des Kantons Tournus (bis 2015 Sennecey-le-Grand).

## Geografie
Gigny-sur-Saône liegt etwa siebzehn Kilometer südsüdöstlich von Chalon-sur-Saône an der Saône, die die Gemeinde im Osten begrenzt. Umgeben wird Gigny-sur-Saône von den Nachbargemeinden Marnay im Norden, Saint-Germain-du-Plain im Osten und Nordosten, Ormes im Osten und Südosten, Boyer im Süden, Sennecey-le-Grand im Westen und Südwesten sowie Saint-Cyr im Nordwesten.

## Bevölkerungsentwicklung
| Jahr                      | 1962 | 1968 | 1975 | 1982 | 1990 | 1999 | 2006 | 2011 | 2016 |
| Einwohner                 | 486  | 450  | 392  | 370  | 401  | 504  | 517  | 544  | 537  |
| Quelle: Cassini und INSEE |      |      |      |      |      |      |      |      |      |

## Sehenswürdigkeiten
- Kirche Saint-Pancrace
- Schloss L'Épervière, Monument historique seit 1976

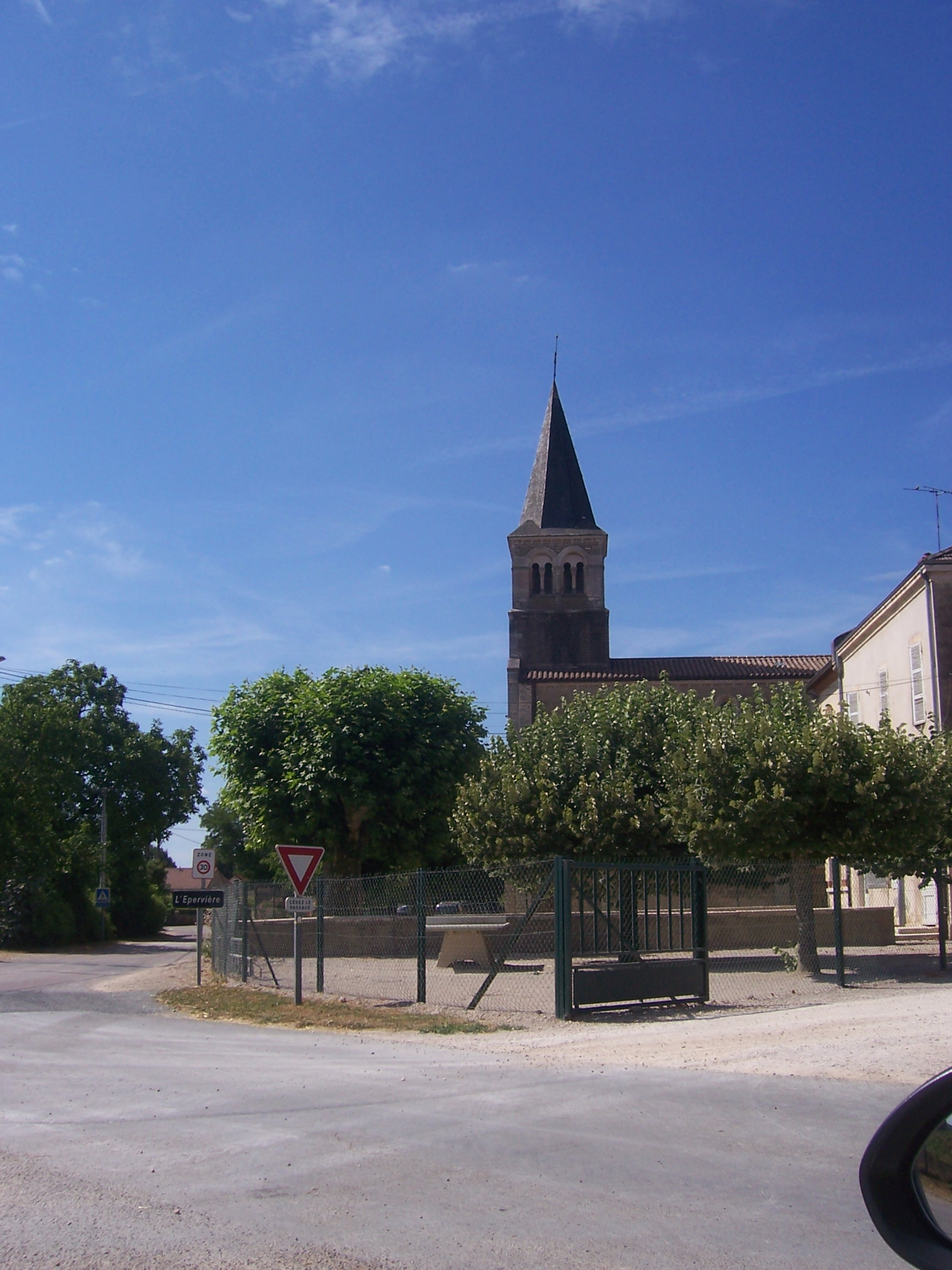
Kirche Saint-Pancrace
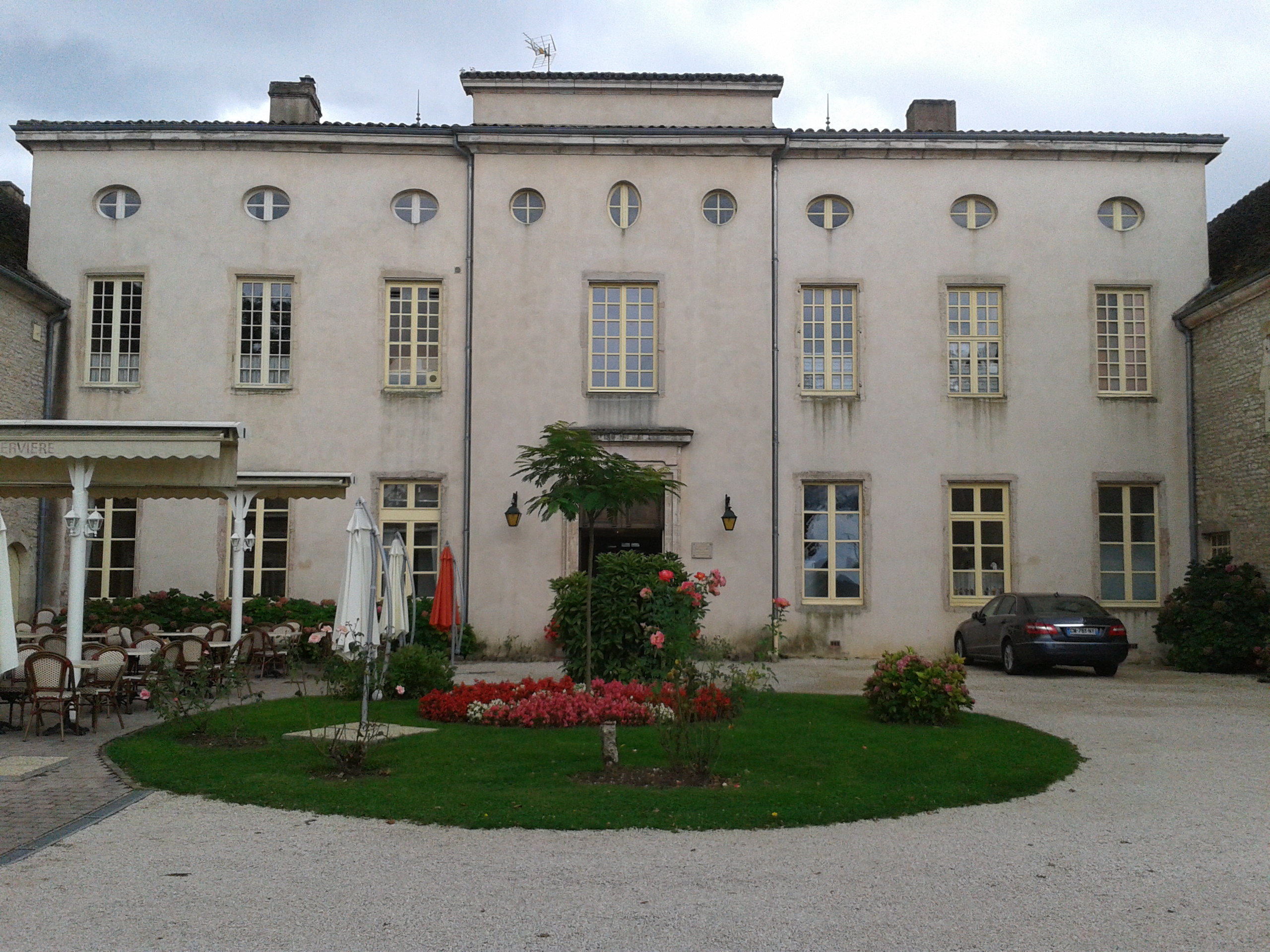
Schloss L’Épervière

## Persönlichkeiten
- Clément Cyriaque de Mangin (1570–1642), Schriftsteller, Mathematiker und Astronom
- René Grelin (* 1942), Radrennfahrer